# Kōan
(Hakuin, Orategama 遠羅天釜)

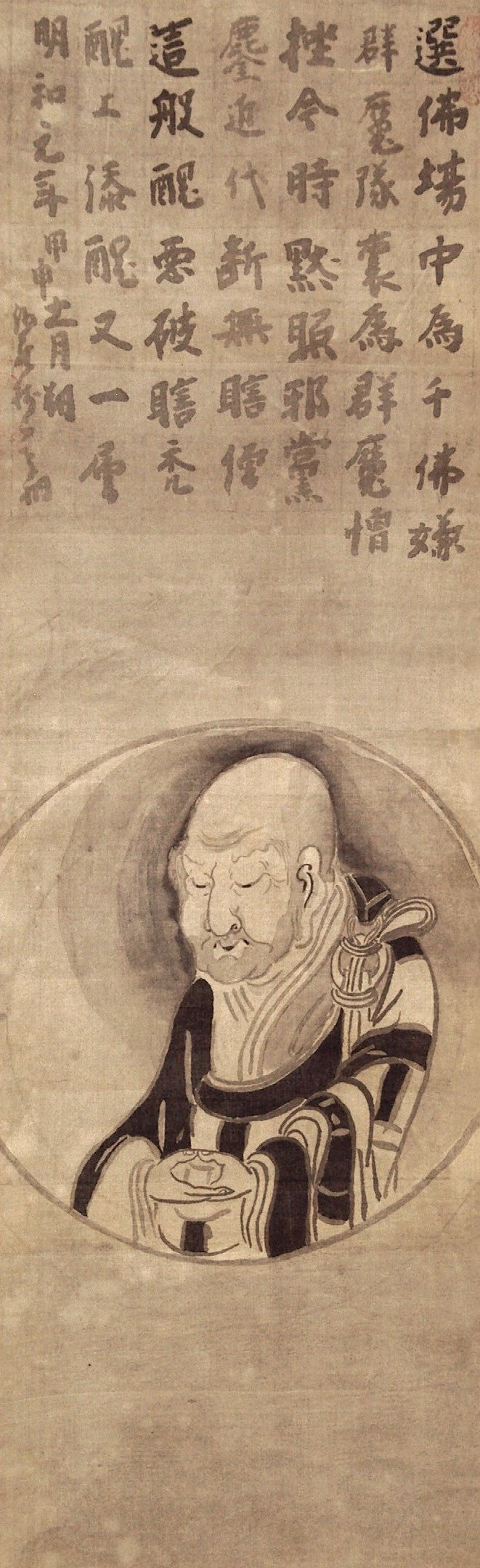
Un autoritratto di Hakuin Ekaku del 1764 (Eisei Bunko Museum, Tokyo). Hakuin, grande maestro di scuola Zen Rinzai fu anche un grande maestro della meditazione sui kōan.

Kōan è la pronuncia giapponese dei caratteri cinesi 公案 (pinyin gōng'àn, Wade-Giles kung-an; in coreano 공안 gong-an o kong'an, in vietnamita công án).
Il Kōan è un termine proprio del Buddismo Zen e, nei suoi corrispettivi linguistici, della scuola cinese da cui è derivato, il Buddismo Chán, e delle rispettive scuole coreane (dette Seon o Sŏn soprattutto nella scuola Jogye jong) e vietnamite (dette Thiền) anch'esse derivate dal Buddismo Chán. Questo termine indica lo strumento di una pratica meditativa, denominata 看話禪 (cin.  kànhuà chán, giapp. kanna zen) propria di queste scuole, consistente in una affermazione paradossale o in un racconto usato per aiutare la meditazione e quindi "risvegliare" una profonda consapevolezza. Di solito narra l'incontro tra un maestro e il suo discepolo nel quale viene rivelata la natura ultima della realtà.

## Origine del termine e storia della pratica nel Buddismo cinese
Il significato originario del termine in lingua cinese è "avviso pubblico" o "ordinanza di legge" emesso da un ufficio del Governo imperiale cinese. In senso generale acquisisce il significato di esempio che vuole essere di guida per la vita.
L'utilizzo della pratica del kōan appare in modo sporadico nel IX secolo in Cina. Il primo a utilizzare detta pratica sembrerebbe essere stato Huìyóng (慧顒, 860 - 930), maestro buddista di scuola Chán di terza generazione nel lignaggio di Línjì (臨濟, ?-867). Con il diffondersi di questa pratica, nei monasteri Chán si iniziarono a raccogliere i kōan all'interno di opere sistematiche, il cui primo esempio sembrerebbe essere stato il Boze Songgu di Xuědòu Chóngxiǎn (雪竇重顯, 980-1052), raccolta che un secolo dopo fu ampliata e sistemata da Yuánwù Kèqín ( 圓悟克勤, 1063 - 1135) acquisendo quindi il titolo di Bìyán lù (碧巖錄, Raccolta della Roccia blu).

Altro importante sostenitore della meditazione sui kōan, e vero e proprio fondatore del kànhuà chán, fu il discepolo di Yuánwù Kèqín, Dàhuì Zōnggǎo (大慧宗杲, giapp. Daie Shūkō, 1089 - 1163) il quale, tuttavia, preoccupato dell'involuzione intellettualistica di questa pratica giunse a distruggere tutte le copie del Bìyán lù.

## Modalità delkōan

Il carattere che indica il Wú! (in giapponese: Mu), ovvero la risposta del maestro Zhàozhōu riportata nel primo caso del Bìyán lù, la cui corretta interpretazione è il tema della meditazione sul kōan. Da notare che questo carattere è composto dal carattere 灬 ovvero "fuoco" posto sotto un covone di grano 無. Ciò indicherebbe la non esistenza di qualcosa, ma in ambito della dottrina buddista Zen la sua più corretta accezione è "né esistenza, né non-esistenza".

La pratica del kōan consiste in un tema affidato dal maestro Zen al discepolo cui chiede la soluzione.
Uno dei più conosciuti kōan è quello del maestro Zhàozhōu Cóngshěn (趙州從諗, giapp. Jōshū Jūshin, 778 - 897):
Zhàozhōu rispose: ' Wú! (No!)'»
(1° gōng'àn del Wúmén guān (無門關))
La risposta wú (無 giapp. mu), che non rappresenta comunque la negazione della natura del Buddha nel cane, è l'elemento principale del kōan, ed è l'oggetto di meditazione, denominato 話頭 (cin. huàtóu, giapp. watō), che impegnerà il discepolo zen in ogni sua attività quotidiana.
Durante un colloquio con il maestro, solitamente quotidiano e denominato 獨參 (cin. dúsān, giapp. dokusan), l'allievo Zen offre la sua risposta al kōan (nel caso dell'esempio cosa significasse la risposta wú pronunciata dal maestro Zhàozhōu) che testimonierà la sua realizzazione o meno della "visione dell'essenza" o "comprensione della realtà" denominata 見性 (cin jiànxìng, giapp. kenshō).
Oggi le uniche scuole buddiste che utilizzano questa tecnica meditativa sono le scuole giapponesi Zen Rinzai e Sambō Kyōdan, quella coreana Sŏn (nella quale viene spesso praticato un singolo kōan per tutta la vita) e quella vietnamita Thiên.

## Raccolte dikōan
Esistono tre importanti raccolte di kōan, tutte di origine cinese: 
- il Wúmén guān (無門關, giapp. Mumon kan, Il passo di frontiera di Wúmén[2], raccolta di quarantotto gōng'àn, T.D. 2005.48.292c - 299c) composto in 1 fascicolo dal monaco cinese Wúmén Huìkāi (無門慧開, 1183-1260) nel 1228;
- il Bìyán lù (碧巖錄, giapp. Hekigan roku, Raccolta della Roccia blu, una raccolta di cento gōng'àn, T.D. 2003.48.139a - 292a) sistemato nel 1125 da Yuánwù Kèqín ( 圓悟克勤, 1063 - 1135);
- il Cóngróng lù (從容録, giapp. Shōyōroku, conosciuto come il Libro della serenità) opera del monaco Hóngzhì Zhèngjué (宏智正覺, 1091 - 1157).

## Ilkōannella scuola buddista giapponese Zen
Nel Buddismo Zen l'uso dei kōan è tenuto in massima considerazione presso la scuola dello Zen Rinzai, rifacendosi in particolar modo, per questo ambito, agli insegnamenti del maestro Hakuin Ekaku (白隠慧鶴, 1686-1769). 
L'uso del kōan fu proprio anche della scuola Zen Sōtō: il maestro di questa scuola Keizan Jōkin (瑩山紹瑾, 1268 - 1325), e i suoi successori, ne fecero ampio uso. Peraltro il suo utilizzo non fu né promosso né sconsigliato dal fondatore della scuola Sōtō, Dōgen (道元, 1200-1253). Fu solo a partire dal XVIII secolo che tale scuola abbandonò questo metodo, ponendo l'accento sulla meditazione in posizione seduta (zazen) nella modalità detta shikantaza (只管打坐).

### Le cinque classificazioni deikōannello Zen Rinzai
A partire da Hakuin la scuola giapponese Zen Rinzai promosse una classificazione progressiva di studio dei kōan suddivisa in cinque livelli:
1. Hossin-kōan (法身, o kōan del dharma-kaya), atti a realizzare l'unità di tutto il reale;
2. Kikan-kōan (機關, o kōan a proposito), atti a realizzare le differenziazioni nell'unicità;
3. Gonsen-kōan (言詮, o kōan di chiarimento), atti a realizzare la comprensione profonda delle parole dell'insegnamento per superarle;
4. Nantō-kōan (難透 o kōan di difficile soluzione), atti a integrare una intuizione profonda all'interno di ogni singola attività quotidiana;
5. Go-i kōan (五位, kōan dei cinque livelli) fondati sui cinque livelli di illuminazione proposti dal monaco cinese Dòngshān Liángjiè (洞山良价, giapp. Tōzan Ryōkai, 807-869).

## Rapporti con la filosofia
Nell'ambito filosofico il concetto buddista  di kōan si confronta con la tradizione del pensiero occidentale trovando convergenze, ma più spesso differenze. 
La principale difficoltà risiede nella prevalenza della logica vero-funzionale che tende a escludere un mutamento dei fenomeni, e presenta una propensione del pensiero occidentale a indirizzarsi verso una disposizione in categorie, tralasciando le visioni alternative, come invece suggerisce la pratica del kōan. Inoltre c'è un pregiudizio, abbastanza frequente, che ritiene la logica esposta dal pensiero occidentale come l'unica corretta, escludendo tutte le altre. In tal senso, la teoria dei giochi linguistici elaborata da Ludwig Wittgenstein sembrerebbe essere la più vicina all'idea di kōan, soprattutto come metodo linguistico per superare gli stessi limiti ingannevoli del pensiero. Secondo alcuni studiosi, Wittgenstein raggiunse l'apice della logica vero-funzionale con la pubblicazione del Tractatus logico-philosophicus, ma ne rimase talmente insoddisfatto da cambiare radicalmente metodo. Ed è appunto questo nuovo metodo di Wittgenstein, basato sul gioco linguistico (Sprachspiel), ad avvicinarsi alla pratica del kōan.